# Кіче (мова)
Мова кіче́ (K’iche', ісп. Quiché) — мова народу кіче, який належить до маянської мовної сім'ї. Розповсюджена в центрі Гватемальського нагір'я.
На кіче говорить майже мільйон людей (приблизно 7 % населення Гватемали), що ставить її на друге місце в країні після іспанської. Більшість індіанців кіче, за винятком мешкаючих в ізольованій сільській місцевості, хоча б на робочому рівні володіють іспанською мовою.
Найвідомішим твором на класичному кіче є Пополь-Вух — посткласичний епос мая, посвячений міфології і генеалогії правителів одної з маяських держав, існуючих на території сучасної Гватемали. Серед інших творів — єдина збережена п'єса кіче «Рабіналь-ачі».
Одною з найбільш відомих носительок кіче є лауреатка Нобелівської премії миру (1992), правозахисниця Рігоберта Менчу.
Мова не має офіційного статусу, рівень грамотності носіїв мови невисокий. Однак, останнім часом спостерігається ріст навчання кіче в школах, мова використовується в радіомовленні.

## Діалекти
Для мови кіче характерне істотне діалектне дроблення — основні діалекти іноді розглядаються як окремі мови. Більшість носіїв говорить на центральному діалекті, він же найчастіше використовується в масмедіа й освіті.
Інші діалекти включають: центральний (Сан-Антоніо-Йотенанго, Санта-Крус-дель-Кіче, Санта-Марія-Кікімула, Чичікастенанго), східний (Кубулько, Рабіналь, Закуальпа, Сан-Мігель-Чиках, Хоябах), західний (Альдеа-Аргета, Науала, Кантель, Кецальтенанго, Момостенанго, Сан-Хосе-Чикілаха, Санта-Клара-ла-Лагуна, Санта-Люсія-Утатлан, Солола, Зуніль, Тотонікапан), північний (Кунен) і південний (Самаяк).
Науальський діалект досить сильно відрізняється від решти. В ньому збереглось давнє прамаянське розрізнення між довгими (aa, ee, ii, oo, uu) і короткими (a, e, i, o, u) голосними. (Через цю консервативну особливість деякі гватемальські та іноземні лінгвісти наполягали на написанні назви мови як «K’ichee'», а не K’iche' або Quiché.)
На відміну від більшості діалектів, науальський діалект зберіг фонему /h/ і /N/, обидві з яких зустрічаються тільки в кінці слів, практично виключно після короткого голосного. Було встановлено, що /h/ відповідає прамаянському */h/. Походження зустрічається в деяких словах фонеми /N/, залишається не до кінця з'ясованим.

## Фонологія

### Голосні
|                 | Передні    | Середні    | Задні      |
| --------------- | ---------- | ---------- | ---------- |
| Високі          | i МФА: [i] |            | u МФА: [u] |
| Середньо-високі | e МФА: [ɛ] |            | o МФА: [o] |
| Середні         |            | ä МФА: [ə] |            |
| Нижні           |            | a МФА: [a] |            |

### Приголосні
|             | Губно-губні | Губно-губні | Ясенні      | Ясенні        | Середньопіднебінні | Середньопіднебінні | Задньоязикові | Задньоязикові | Язичкові   | Язичкові     | Гортанні   |            |
|             | Звичайні    | Імплозиви   | Звичайні    | Абруптиви     | Звичайні           | Абруптиви          | Звичайні      | Абруптиви     | Звичайні   | Абруптиви    | Звичайні   |            |
| ----------- | ----------- | ----------- | ----------- | ------------- | ------------------ | ------------------ | ------------- | ------------- | ---------- | ------------ | ---------- | ---------- |
| Носові      | m МФА: [m]  | m МФА: [m]  | n МФА: [n]  | n МФА: [n]    |                    |                    | nh МФА: [ŋ]   | nh МФА: [ŋ]   |            |              |            |            |
| Проривні    | p МФА: [p]  | b' МФА: [ɓ] | t МФА: [t]  | t' МФА: [t']  |                    |                    | k МФА: [k]    | k' МФА: [k']  | q МФА: [q] | q' МФА: [q'] | ' МФА: [ʔ] |            |
| Африкати    |             |             | tz МФА: [ʦ] | tz' МФА: [ʦ’] | ch МФА: [ʧ]        | ch' МФА: [ʧ’]      |               |               |            |              |            |            |
| Фрикативні  |             |             | s МФА: [s]  | s МФА: [s]    | x МФА: [ʃ]         | x МФА: [ʃ]         |               |               | j МФА: [χ] | j МФА: [χ]   | h МФА: [h] | h МФА: [h] |
| Апроксимант |             |             | l МФА: [l]  | l МФА: [l]    | y МФА: [j]         | y МФА: [j]         | w МФА: [w]    | w МФА: [w]    |            |              |            |            |

## Синтаксис і морфологія
На відміну від більшості маянських мов, в яких речення починаються з присудка, у кіче використовується порядок слів SVO (підмет — присудок — прямий додаток). Порядок слів у реченні може змінюватися, і багато сучасних носіїв мови використовують схему VSO.

## Письменність
Історично, для транскрипції кіче застосовувалися різні варіанти письменності. Класична письменність домініканця Франциско Хіменеса, який записав епос Пополь-Вух, ґрунтувалась на іспанскій орфографії. Вона була замінена новою стандартизованою орфографією, розробленою ALMG (Academia de las Lenguas Mayas de Guatemala — Академія маянських мов Гватемали). Етноісторик і маяніст Денис Тедлок використовує свою власну, відмінну від інших варіантів письменності, систему транскрипції.
Перший рядок Пополь-Вуха в різних варіантах написання:
| Класична письменність Хіменеса    | Are v xe oher tzíh varal Quíche ubí.                                          |
| Стандартизована письменність ALMG | Are’ uxe’ ojer tzij waral K’iche’ ub’i’.                                      |
| (Іспанський переклад Хіменеса)    | Este es el principio de las antiguas historias aquí en el Quiché.             |
| (Англійський переклад Тедлока)    | «This is the beginning of the ancient word, here in the place called Quiché.» |